# 卢尚磊
卢尚磊（1995年7月10日—），中国国际象棋大师和2014年国际象棋世界青年锦标赛冠军。

## 生涯
2010年，卢尚磊与余泱漪、王晨、王珏组成中国代表队，赢得在莫斯科举办的第五届弗拉基米尔·德沃尔科维奇杯国际象棋少年团体赛。
2011年10月，他被世界国际象棋联合会授予特级大师头衔。同年之前，他在伊朗马什哈德的2011年亚洲国际象棋锦标赛和菲律宾苏比克湾特区的第二届普罗斯佩罗·A. 皮柴锦标赛上取得获得特级大师头衔所需的指标。
2011年8月，卢尚磊在2011年第八届马来西亚拿督陈振南公开赛上取得第二名，仅次于国际象棋大师李师龙。
2012年6月，他赢得保加利亚金沙的第一届大型欧洲公开赛。
2013年，他代表中国男队参加宁波的鄞州杯中美国际象棋对抗赛。最终中国队赢得比赛。
在2014年6月迪拜的世界超快棋锦标赛上，卢尚磊是唯一在超快棋项目战胜最终胜者马格努斯·卡尔森的选手。
10月在印度浦那的国际象棋世界青年锦标赛上，他以10/13分的成绩获得总分冠军，取得在阿塞拜疆巴库举办的2015年国际象棋世界杯的参赛资格。次月，他参加罗马尼亚梅迪亚什采用施维宁根赛制的第八届国王锦标赛中罗对抗赛，在最初的快棋锦标赛中以6.5/9分成为得分第一，帮助由自己、倪华、王玥、韦奕组成的中国队在中以3/4分赢得古典遭遇战。
2015年4月，他在莫斯科的俄航杯公开赛上得第四名，在俄航快棋锦标赛上得第二名。
6月，他赢得保加利亚的两场快棋锦标赛——金沙快棋和Albena快棋，都是以9/11分的成绩。
次月，卢尚磊又助中国队赢得采用施维宁根系统的第九届中俄对抗赛。在2015年国际象棋世界杯上他在前两轮分别淘汰亚历山大·莫伊谢延科和王皓，随后在第三轮的第一套快棋抢7决胜局后被维塞林·托帕洛夫淘汰。
2016年，卢尚磊赢得塔什干国际象棋超快棋亚锦赛冠军和塞尔维亚公开赛。
2019年，他赢得中国国际象棋快棋超快棋锦标赛冠军。
卢尚磊在中国国际象棋联赛上为浙江队效力。